# Bone Lake
Bone Lake è un comune degli Stati Uniti, situato in Wisconsin, nella Contea di Polk.